# TVP Textilveredlung & Promotion
TVP Textilveredlung und Promotion (kurz: TVP) ist ein zweimonatliches deutsches Fachmagazin für die Themen Textildruck, Stickerei, Beflockung, Strass, Laserbeschriftung, Werbetextilien sowie Berufs- und Arbeitskleidung, das im Verlagshaus Gruber GmbH in Eppertshausen erscheint und im deutschsprachigen Raum vertrieben wird. Die TVP hat eine vertriebene Auflage von 7.200 Exemplaren und erscheint mit sechs Ausgaben im Jahr.
Die Fachzeitschrift wurde 1998 von Roland Gruber gegründet. Die Erstausgabe erschien unter der Bezeichnung „SIP-Textil“ als Sonderheft der zum damaligen Zeitpunkt ebenfalls im Verlagshaus Gruber erscheinenden Siebdruck-Fachzeitschrift SIP (erscheint heute im WNP-Verlag, München).
Mit der Ausgabe 1/2000 erschien das Magazin erstmals als eigenständige Zeitschrift, mit ihrem bis heute charakteristischen Layout und mit einer eigenen Redaktion.
Seit der Ausgabe 1/2004 erscheint das Magazin unter dem Namen „TVP Textilveredlung & Promotion“ Von September 1999 bis Januar 2016 wurde die TVP von Chefredakteur Stefan Roller-Aßfalg geleitet. Von Anfang 2016 bis Dezember 2022 stand das Magazin unter der Leitung von Andreas Farnung. Seit 2023 wird die TVP von Chefredakteurin Silke Jährlich geleitet.

## Bibliotheksverzeichnisse
- Hochschule Hof
- HBZ-Verbundkatalog
- DNB 025859005 – Katalogeintrag der Deutschen Nationalbibliothek